# Eupithecia cunina
Eupithecia cunina là một loài bướm đêm trong họ Geometridae.